# Вілловік (Огайо)
Вілловік (англ. Willowick) — місто (англ. city) в США, в окрузі Лейк штату Огайо. Населення — 14 204 особи (2020).

## Географія
Вілловік розташований за координатами 41°38′3″ пн. ш. 81°28′4″ зх. д. / 41.63417° пн. ш. 81.46778° зх. д. (41.634298, -81.467907).  За даними Бюро перепису населення США в 2010 році місто мало площу 6,57 км², уся площа — суходіл.

## Демографія
Згідно з переписом 2010 року, у місті мешкала 14 171 особа в 6110 домогосподарствах у складі 3859 родин. Густота населення становила 2157 осіб/км².  Було 6476 помешкань (986/км²).
Расовий склад населення:
| - 95,0 % — білих - 2,5 % — чорних або афроамериканців - 0,8 % — азіатів - 0,1 % — корінних американців |

До двох чи більше рас належало 1,3 %. Частка іспаномовних становила 1,3 % від усіх жителів.
За віковим діапазоном населення розподілялося таким чином: 20,9 % — особи молодші 18 років, 60,0 % — особи у віці 18—64 років, 19,1 % — особи у віці 65 років та старші. Медіана віку мешканця становила 41,5 року. На 100 осіб жіночої статі у місті припадало 93,8 чоловіків;  на 100 жінок у віці від 18 років та старших — 90,1 чоловіків також старших 18 років.
Середній дохід на одне домашнє господарство  становив 61 458 доларів США (медіана — 51 352), а середній дохід на одну сім'ю — 72 458 доларів (медіана — 64 602). Медіана доходів становила 48 475 доларів для чоловіків та 38 146 доларів для жінок. За межею бідності перебувало 8,2 % осіб, у тому числі 13,3 % дітей у віці до 18 років та 5,7 % осіб у віці 65 років та старших.
Цивільне працевлаштоване населення становило 7182 особи. Основні галузі зайнятості: освіта, охорона здоров'я та соціальна допомога — 20,9 %, виробництво — 18,6 %, роздрібна торгівля — 13,2 %, науковці, спеціалісти, менеджери — 9,0 %.